# EvyRein
Evyrein (...) è un artista italiano, noto per il suo stile provocatorio e satirico. 
Attraverso le sue opere, affronta temi legati all'attualità, alla politica e alla cultura pop, combinando ironia e critica sociale. A febbraio del 2025, una sua opera è stata attribuita a Banksy, cosa poi smentita da Evyrein, che ha reclamato la sua opera, e dal Pest Control Office.
Nonostante la sua crescente popolarità, Evyrein mantiene il riserbo sulla propria identità, contribuendo al mistero che circonda il suo personaggio.

## Identità
Si ritiene che sia nato nei pressi di Schio, in Veneto, classe 1981. Molte delle sue opere sono apparse nella città di Padova e nei dintorni. L'anonimato gli consente anche di operare senza limitazioni creative, specialmente considerando il contenuto politicamente e socialmente critico delle sue opere.

## Biografia
Evyrein ha iniziato a lavorare come street artist nei primi anni 2000, emergendo gradualmente sulla scena artistica italiana. Nel 2021, ha ottenuto attenzione mediatica con un murale raffigurante Sant'Antonio con un vaccino in mano, un'opera sul rapporto tra religione e scienza durante la pandemia di COVID-19.
Nello stesso anno, ha partecipato alla Biennale di Street Art Super Walls, un evento dedicato alla street art italiana e internazionale che si è tenuto tra Padova e altre città venete.
Negli anni seguenti, la sua attività si è ampliata a livello nazionale, con opere che affrontano temi controversi e che lo hanno reso una figura di spicco nella street art contemporanea. A febbraio 2024, in Via Valdonica a Bologna, dedica un murales al sindaco Matteo Lepore, ironizzando sulla "Città 30".. Il murales è poi stato rimosso in meno di 48 ore
.
Nel 2022, è stato incluso nella mostra "Banksy è chi Banksy fa", curata da Matteo Vanzan e Michele Ciolino, che esplorava l'arte non convenzionale di strada e il fenomeno Banksy.
Nel 2023 è stato indagato, per vilipendio, per la sua opera In Bonafede, che rappresentava Giorgia Meloni che stringe la mano al mafioso Matteo Messina Denaro, sottolineando la natura controversa del lavoro di Evyrein. In merito all'accusa di vilipendio, lo stesso Evyrein ha dichiarato: «Circa tre settimane dopo la sera del 22 gennaio, sera in cui ho attaccato l’opera, ho ricevuto la visita della Digos a casa mia, con un mandato di perquisizione [...] Hanno voluto il materiale inerente a quella sera del 22 gennaio, mi hanno sequestrato i vestiti, le bombole, l’IPad, i file e i miei lavori in generale. Dopo questo mi hanno portato in questura. È stato tutto incredibile».
Nel 2024, ha partecipato alla mostra "The International and Mysterious World of Street Art" che includeva opere di Basquiat, Haring e Banksy.
Evyrein ha anche partecipato a mostre istituzionali, come "Dialoghi Urbani: Street Art" presso il Museo M9 di Mestre nel 2024.
Nel 2025 la sua opera "Elon Mask" assume risonanza internazionale
. Tommaso Montanari dedica all'opera un articolo su Il Venerdì di Repubblica in cui afferma: "Un'arte povera, di strada. Istantanea, effimera, peritura: ma capace di invadere la rete attraverso un'infinita moltiplicazione della sua immagine. Un'arte capace di dire la verità, e di dirla anche sull'uomo più ricco del mondo. [...] Da millenni i muri delle città parlano, e lo spazio pubblico è il palcoscenico dove una selva di segni e figure agiscono simbolicamente il conflitto, tra persuasione e propaganda" .

## Opere (parziale)
- Fanculo l'omofobia (2021): opera realizzata in occasione della Giornata internazionale contro l'omofobia, la bifobia e la transfobia.[20]
- Opera su Sant'Antonio (2021): Un'opera che raffigurava Sant'Antonio con in mano un vaccino, in riferimento alla pandemia di COVID-19, in zona Arcella a Padova. L'opera, vandalizzata, è ricomparsa in centro. In merito, l'artista ha commentato: «In questi giorni quello che è successo alla mia opera ha scatenato emozioni contrastanti. Molti l’hanno difesa condannando l’atto vandalico. [...] Questo mi ha convinto a portare a termine il compito che ho cominciato»[21].
- In Bonafede (2023): rappresentava Giorgia Meloni che stringe la mano al mafioso Matteo Messina Denaro. Quest'opera ha portato a un'indagine per vilipendio, sottolineando la natura controversa del lavoro di Evyrein[12][13]. In merito all'accusa di vilipendio, lo stesso Evyrein ha dichiarato: «Circa tre settimane dopo la sera del 22 gennaio, sera in cui ho attaccato l’opera, ho ricevuto la visita della Digos a casa mia, con un mandato di perquisizione [...] Hanno voluto il materiale inerente a quella sera del 22 gennaio, mi hanno sequestrato i vestiti, le bombole, l’IPad, i file e i miei lavori in generale. Dopo questo mi hanno portato in questura. È stato tutto incredibile»[14].
- Murale su Fedez e Chiara Ferragni (2023): comparso su un muro di Padova, raffigurava la coppia con l'avvertimento "Attenzione Pickpocket", suscitando reazioni contrastanti tra fan e critici[22].
- Omaggio a Fleximan (2024): un'opera che raffigura Uma Thurman nelle vesti di Fleximan, il "supereroe urbano" padovano, misterioso sabotatore di autovelox.[23].
- Satira su Papa Francesco (2024): dipinta sul muro del seminario di Padova, questa opera ironizza su una dichiarazione del pontefice relativa all'omosessualità nei seminari[24][25][26].

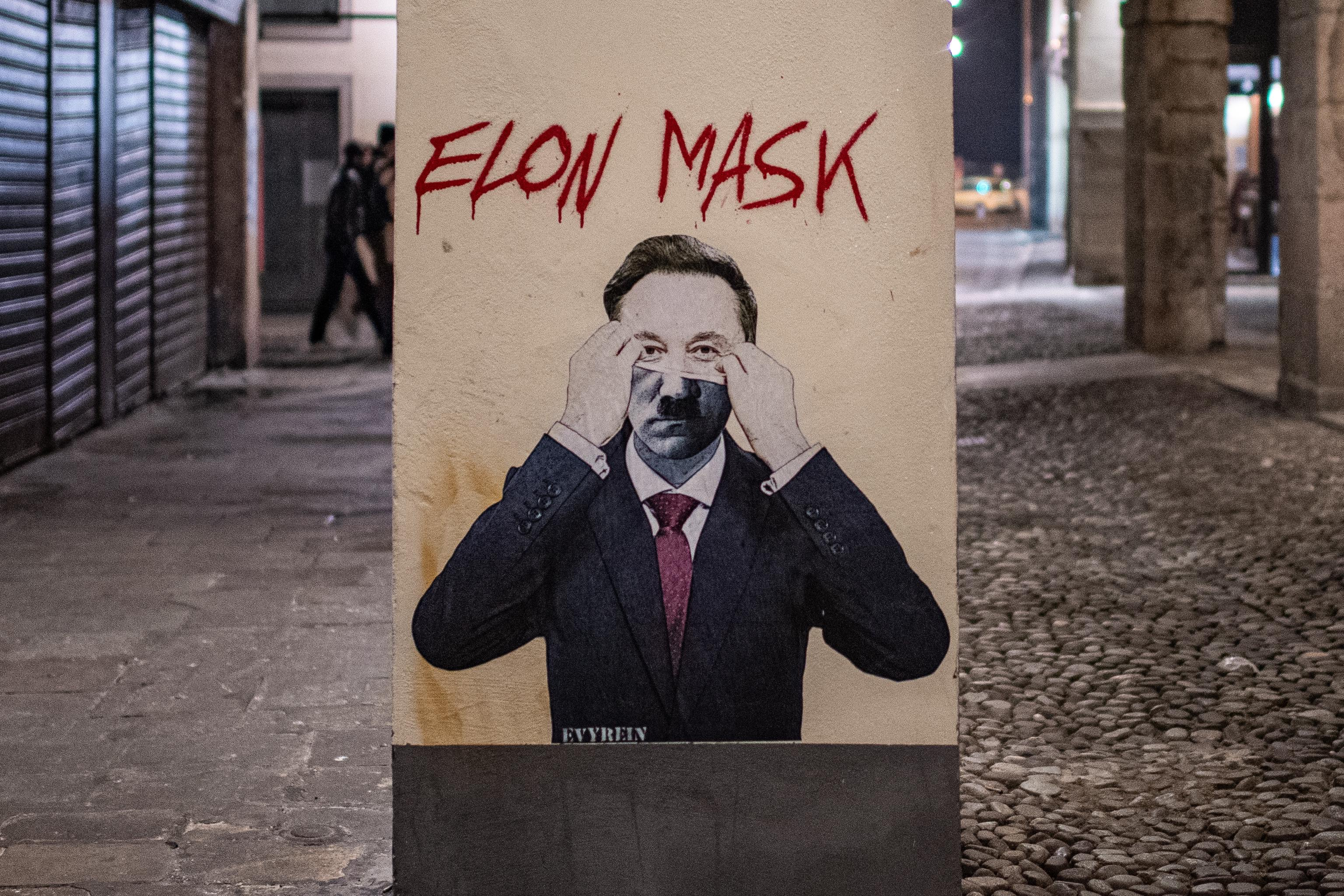
"Elon MASK", Evyrein - Gennaio 2025

 * Elon MASK (2025):  l’opera raffigura Elon Musk nell’atto di togliersi una maschera che nasconde la fisionomia di Adolf Hitler. È una critica al saluto di Musk e la sua apparizione a un evento di AfD in Germania.